# Elena Arizmendi Mejia
Pour les articles homonymes, voir Mejia.
Elena Arizmendi Mejia, née le 18 janvier 1884 à Mexico (Mexique) et morte en 1949 dans la même ville, est une féministe mexicaine. Faisant partie de la « première vague » du féminisme mexicain, elle crée l'organisation La Cruz Blanca Neutral (en) (« La Croix-Blanche neutre ») pendant la révolution mexicaine puis les Mujeres de la raza (Femmes de la race [hispanique]) avec G. Sofía Villa de Buentello (en) et la Ligue internationale des femmes ibériques et latino-américaines (en).

## Biographie

### Origines et études
Issue d'une famille bourgeoise, elle est la fille de Jesús Arizmendi et Isabel Mejía. Son grand-père Ignacio Mejía (es) était ministre de la Guerre à l'époque du président Benito Juárez et son arrière-grand-père, le lieutenant-colonel Manuel Cristóbal Mejía, a combattu lors de la guerre d'indépendance mexicaine dans l'armée d'Agustín de Iturbide. Elle passe les premières années de sa vie avec son grand-père à Oaxaca puis retourne à Mexico vers l'âge de 8 ans, où elle est scolarisée. Sa mère meurt en 1898 et elle doit s'occuper de ses cinq frères. Son père se remarie en 1900 et elle épouse à la hâte Francisco Carreto ; cette dernière union périclite et elle décide d'étudier les soins infirmiers.

### Révolution mexicaine
Sa famille possède des liens étroits avec l'homme politique Francisco I. Madero, l'école d'Elena Arizmendi Mejia se trouvant à côté de la villégiature de ce dernier, au Texas. En 1910, alors qu'elle est inscrite à l'École des sciences infirmières de l'hôpital Santa Rosa (de nos jours l'École des sciences infirmières de l'université du Verbe incarné) à San Antonio (Texas), une révolution éclate. Le 17 avril 1911, quelques semaines avant l'obtention de son diplôme, elle retourne en train à Mexico pour aider les combattants blessés, la Croix-Rouge mexicaine (en) refusant d'aider les insurgés. Elle organise une rencontre avec le chef de la Croix-Rouge, qui réitère son refus de soutenir les révolutionnaires. Déterminée à aider ses compatriotes, elle fonde alors un mouvement pour les aider et, avec son frère Carlos, rallie des étudiants en médecine et des infirmières pour organiser La Cruz Blanca Neutral (en) (« La Croix-Blanche neutre »).

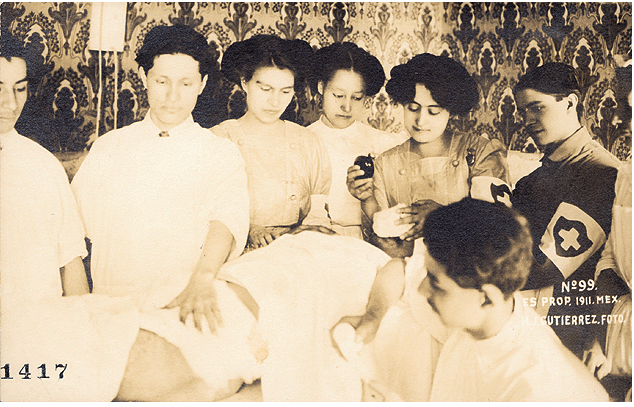
Elena Arizmendi Mejia et des volontaires de La Cruz Blanca Neutral, en 1911.

L'organisation se réclame des principes des conventions de Genève et lance une collecte de fonds, faisant appel à des personnalités comme les actrices María Conesa et Virginia Fábregas (en). Suffisamment d'argent est récolté pour créer un hôpital de campagne et, le 11 mai 1911, le groupe part pour Ciudad Juárez. Elena Arizmendi Mejia et son frère font partie de la première brigade de La Cruz Blanca Neutral, avec les docteurs Ignacio Barrios et Antonio Márquez et les infirmières María Avon, Juana Flores Gallardo, Atilana García, Elena de Lange et Tomasa Villareal. La deuxième brigade, dirigée par le docteur Francisco, part le lendemain et le 14, une troisième brigade, dirigée par le docteur Lorenzo avec dix infirmières, dont Innocenta Díaz, Concepción Ibáñez, Jovita Muñiz, Concepción Sánchez, María Sánchez, Basilia Vélez, María Vélez et Antonia Zorilla. Ils découvrent Ciudad Juárez dévastée et Elena Arizmendi Mejia doit à nouveau collecter des fonds. Fin 1911, La Cruz Blanca Neutral avait créé 25 brigades à travers le pays. Elena Arizmendi Mejia est élue membre partenaire de la Société mexicaine de géographie, la première femme à avoir droit à cet honneur, mais elle décline la proposition. Elle accepte cependant une médaille d'or décernée pour son dévouement par la Gran Liga Obrera (Grande ligue des travailleurs).
Son image est contrastée, à la fois vénérée pour son œuvre philanthropique et détestée pour son engagement, à une époque où les femmes devaient être dociles et soumises. Elle est également la cible de critiques après avoir posé pour une photographie avec une cartouchière des forces révolutionnaires, étant accusée de violer la neutralité de La Cruz Blanca Neutral.
Pendant la révolution, elle a une liaison avec José Vasconcelos, alors marié et père de deux enfants ; leur histoire est considérée comme la plus intense des relations de l'écrivain et homme politique. Elle quitte le Mexique en 1915 pour les États-Unis, se réfugiant brièvement dans un couvent à Victoria (Texas), en raison du scandale lié à son aventure amoureuse. Elle gagne New York, où leur relation prend fin. Une autre version indique qu'elle l'aurait accompagné à Lima (Pérou), où elle aurait mis un terme à la relation alors qu'il se préparait à retourner au Mexique. José Vasconcelos l'évoque dans son autobiographie, La Tormenta, sous le pseudonyme d'Adriana. Selon l'historien Enrique Krauze, sa description de leur relation « est la représentation la plus célèbre de "l'amour fou" dans la littérature mexicaine ». Alors qu'elle se trouve encore à New York, José Vasconcelos tente en vain de se réconcilier avec elle.

### Féminisme latino-américain
Évoluant dans le milieu féministe new-yorkais, elle se rend compte de l'occidentalo-centrisme des militantes. Désireuse de donner une voix aux femmes latino-américaines, elle fonde un magazine féministe, Feminismo Internacional, et commence à publier des articles exposant une version hispanique du féminisme. Elle crée également avec G. Sofía Villa de Buentello (en) un syndicat coopératif, Mujeres de la raza (Femmes de la race [hispanique]) en 1923, dans le but d'unir les femmes latino-américaines dans la lutte pour les droits. À l'époque, l'Amérique latine était considérée comme une terre de combats futurs, le droit de vote ayant déjà été acquis dans plusieurs pays européens et aux États-Unis. Après sa participation à la conférence panaméricaine des femmes (en) de 1922, Elena Arizmendi Mejia prend de nouveau conscience que les Européennes et les Américaines ne percevaient pas les réalités culturelles des femmes hispaniques. Avec G. Sofía Villa de Buentello, elle érige ainsi le mariage et la maternité comme partie intégrante de l'identité latine, nécessaire pour rendre l'expérience féminine « complète »,. Elle considère également le mouvement anti-clérical des gouvernements mexicains post-révolutionnaires comme une attaque contre une partie centrale de son identité mexicaine.
Les deux femmes organisent une conférence pour les Mujeres de la raza, financée par la Ligue internationale des femmes ibériques et latino-américaines (en). Elena Arizmendi Mejia obtient que The New York Times fasse de la publicité à l'évènement. Le 2 mars 1924, un long article sur le mouvement féministe mexicain intitulé « Nouvelles femmes du Mexique luttant pour l'égalité » présente une interview de Villa de Buentello donnant un aperçu de leurs objectifs. La conférence a lieu en juillet 1925 à Mexico, G. Sofía Villa de Buentello en assumant la présidence. Elena Arizmendi Mejia est secrétaire générale mais n'y participe finalement pas, en raison de divergences avec sa collègue.
En 1927, elle publie une autobiographie pour faire taire les rumeurs. Il s'agit d'une réponse à la publication des deux ouvrages de José Vasconcelos la diffamant (Ulises Criollo et La Tormenta), bien que le personnage à qui elle prête ses traits soit romancé. Le livre d'Elena Arizmendi Mejia est une réflexion sur le « deux poids, deux mesures » dont sont victimes les femmes.
En 1936, lors du 25e anniversaire de la création de La Cruz Blanca, et parce que le président Lázaro Cárdenas a pris position pour le suffrage féminin, elle revient brièvement au Mexique. Elle retourne ensuite à New York avant de déménager définitivement à Mexico en 1938, où elle meurt en 1949.

## Ouvrage
- (es) Vida incompleta; ligeros apuntes sobre mujeres en la vida real M.D. Danon and Company, New York (1927).